# Nicola Celon
Nicola Celon (Verona, 8 febbraio 1964) è un velista italiano.

## Biografia
È fratello di Mario Celon e Claudio Celon, a loro volta velisti di caratura internazionale.
Ha rappresentato l'Italia ai Giochi olimpici estivi di Sydney 2000.